# Alberto Paulino
Pour les articles homonymes, voir Paulino.
Alberto Paulino, né au XXe siècle, est un homme politique santoméen. Il est ministre de la Justice et de l'Administration publique de 1994 à 1995, ministre de l'Intérieur et de la Sécurité de 1995 à 1996 puis ministre des Affaires étrangères en 1999.